# 6445 Беллмор
6445 Беллмор (6445 Bellmore) — астероїд головного поясу, відкритий 23 березня 1990 року.
Тіссеранів параметр щодо Юпітера — 3,350.